# 제30회 카를로비바리 국제 영화제
제30회 카를로비바리 국제 영화제는 1995년 6월 30일에 열린 시상식이다.

## 수상 및 후보

### 대상(장편)
- J?da - 얀 스베락 수상

### 심사위원특별상(장편)
- 꿈꾸는 정원 - 마틴 슐리크 수상

### 감독상(장편)
- 킹덤 - 라스 폰 트리에 수상

### 여우주연상(장편)
- Maiden Ros - 귀아뢰 수상

### 남우주연상(장편)
- 킹덤 - 언스트-휴고 재어거드 수상

### 다큐멘터리상
- V zahradě - Ivan Vojnár 수상

### 영화제 위원장상
- 지나 롤로브리지다 수상